# ويليام ماكينلي
وليام ماكينلي (بالإنجليزية: William McKinley)‏ (29 يناير 1843 – 14 سبتمبر 1901) هو سياسي ومحامي أميركي شغل منصب الرئيس الخامس والعشرين للولايات المتحدة من 4 مارس 1897 حتى اغتياله في سبتمبر 1901، بعد ستة أشهر من فترة ولايته الثانية. قاد ماكينلي بلاده إلى النصر في الحرب الاسبانية الأمريكية، وزاد التعرفات الوقائية لتعزيز الصناعة الأميركية، وحافظ على معيار الذهب في وجه المقترحات التضخمية.
ماكينلي هو آخر رئيس شارك في الحرب الأهلية الأمريكية، حيث بدأ برتبة مجند في جيش الاتحاد وخرج منه برتبة رائد. استقر بعد الحرب في مدينة كانتون، أوهايو، حيث مارس المحاماة وتزوج آيدا ساكستون. انتخب للكونغرس في عام 1876، حيث أصبح خبيرا في الحزب الجمهوري على التعرفات الوقائية، ووعد أنها ستجلب الازدهار الاقتصادي. في عام 1890، كان تعرفة ماكينلي مثيرة للجدل؛ وقام الديمقراطيون بإعادة تقسيم المناطق بهدف إزاحته من منصبه، فأدى هذا إلى انتصار ساحق للديمقراطيين في انتخابات عام 1890. انتخب حاكما على ولاية أوهايو بين عامي 1891 و 1893، واتخذ مسارا معتدلا بين مصالح رأس المال والعمال. حصل بمساعدة مستشاره المقرب، مارك هانا، على ترشيح الحزب الجمهوري للرئاسة في عام 1896، بعيد إصابة البلاد بكساد اقتصادي عميق. هزم ماكينلي منافسه الديمقراطي، وليام جيننغز بريان، بعد حملة دعا فيها إلى «المال السليم» (معيار الذهب ما لم يتغير باتفاق دولي)، ووعد أن رفع الرسوم الجمركية من شأنه أن يعيد الازدهار.
شهدت رئاسة مكينلي نموا اقتصاديا سريعا. وروج لتعرفة دينغلي عام 1897 لحماية أصحاب المصانع وعمالها من المنافسة الأجنبية، وتمكن من إقرار قانون معيار الذهب في عام 1900. كان ماكينلي يأمل أن يقنع إسبانيا بمنح كوبا المتمردة الاستقلال دون صراع، ولكن عندما فشلت المفاوضات، قاد الأمة في الحرب الإسبانية الأمريكية عام 1898؛ وحققت الولايات المتحدة انتصارا سريعا وحاسما. أذعنت اسبانيا لشروط تسوية سلمية تخلت بموجبها عن مستعمراتها الرئيسية وراء البحار للولايات المتحدة، وهي بورتوريكو وغوام والفلبين؛ ووعدت كوبا بالاستقلال، لكنها بقيت تحت سيطرة الجيش الأمريكي. ضمت الولايات المتحدة جمهورية هاواي المستقلة في عام 1898 وأصبحت إقليما تابعا للولايات المتحدة.
اعتبر المؤرخين فوز ماكينلي عام 1896 باعتباره نصرا انتخابيا حاسما، حيث أن الجمود السياسي في حقبة ما بعد الحرب الأهلية مهد الطريق أمام نظام الحزب الرابع الذي يسيطر عليه الجمهوريون، والذي بدأ بالعصر التقدمي. هزم ماكينلي براين مرة أخرى في الانتخابات الرئاسية عام 1900، في حملة ركزت على الإمبريالية، والحمائية، والفضة الحرة. ومع ذلك، فقد انتهى حكمه بعد زمن قصير عندما تم إطلاق النار عليه في 6 سبتمبر 1901 من قبل ليون كولغوش، وهو أمريكي من أصل بولندي وذو ميول لاسلطوية؛ توفي ماكينلي بعد ثمانية أيام، وخلفه نائب الرئيس ثيودور روزفلت. كان ماكينلي مبتدعا في مجال التدخل الخارجي من المشاعر وتأييد قطاع الأعمال في التاريخ الأمريكي، ويعتبر جمهور المؤرخين رئاسة مكينلي عموما فوق المتوسط، رغم من صورته الإيجابية طغت عليها صورة روزفلت.

## نجاحه السياسي

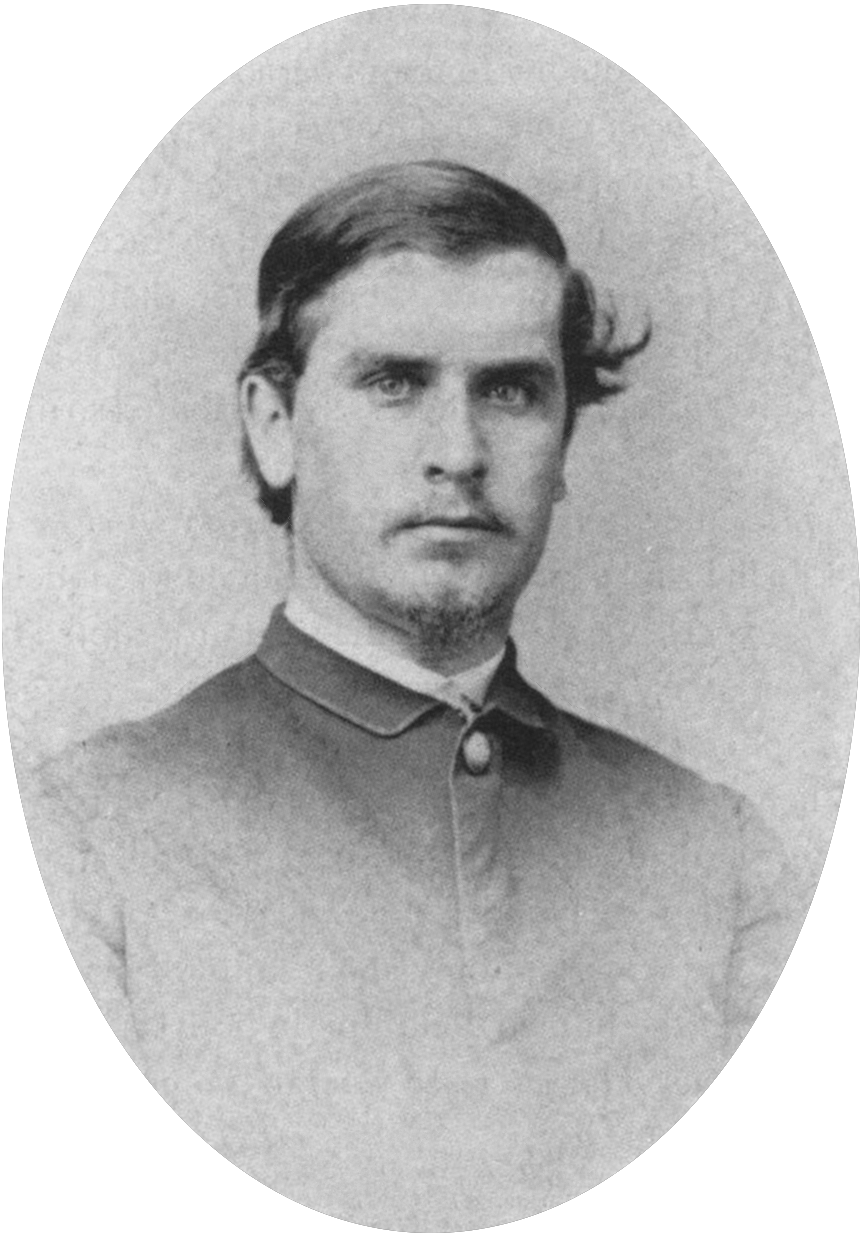
الرئيس مكينلي سنة 1865م مابعد الحرب الأهلية الأمريكية.

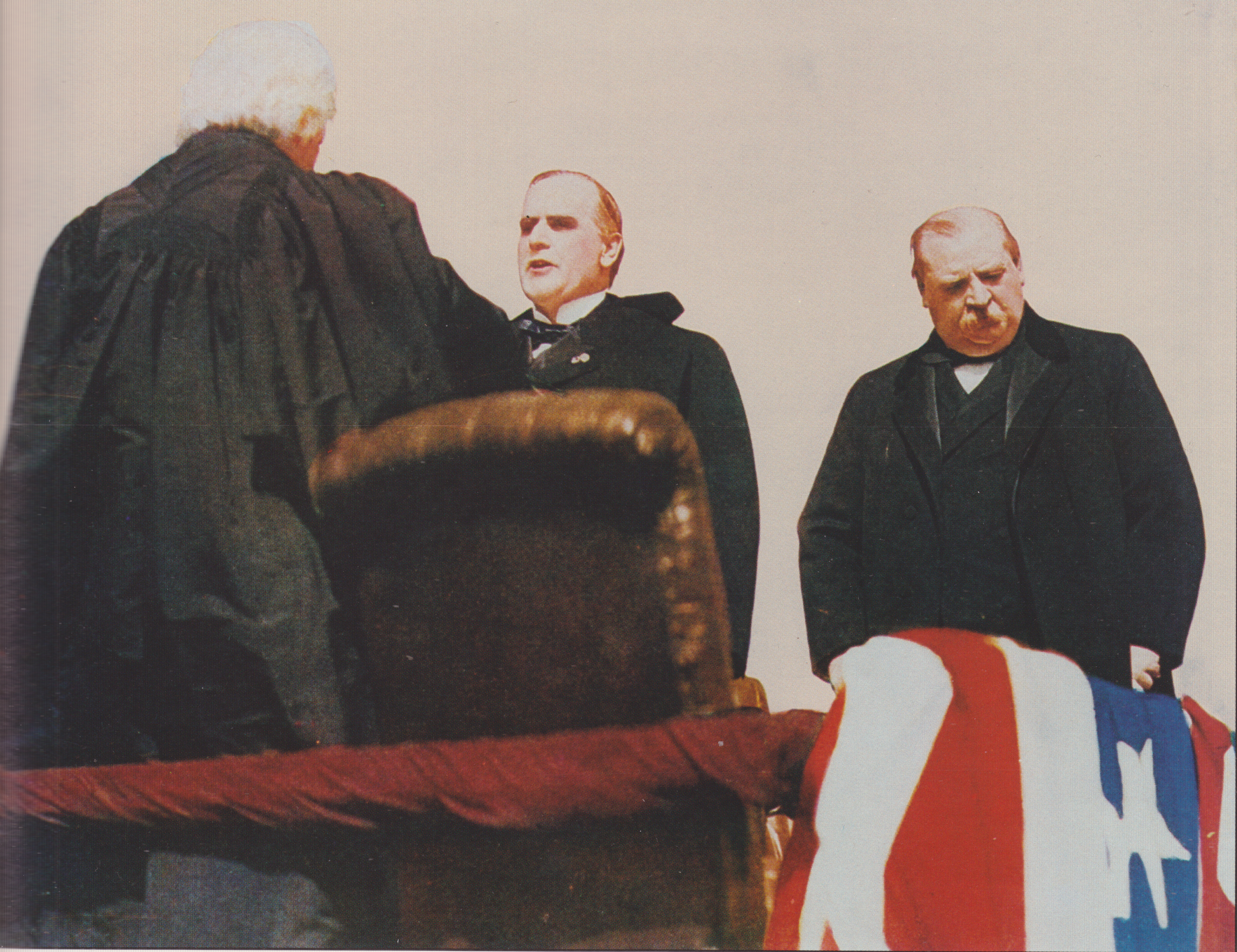
الرئيس مكينلي يؤدي اليمن خلال حفل تنصيبه رئيساً للولايات المتحدة الأمريكية سنة 1897م.

كانت سياسته محافظة، ولذلك جذب إليه رجل المال القوي والسياسي ماركوس حنا الذي كان يسيطر على الحزب الجمهوري في ولاية أوهايو، وقد بذل ماركوس جهوداً كي يضمن ترشيح مكينلي عن الحزب الجمهوري من أجل انتخابات رئاسة الولايات المتحدة الأمريكية سنة 1896م.
في تلك الأثناء جرى صراع بين الجمهوريين والديموقراطيين حول القاعدة التي سيتخذها الدولار الأمريكي، فقد ظلّ الديمقراطيون يؤيدون أن تكون الفضة قاعدة للدولار، ولكن الجمهوريين أرادوا الذهب كمعيار. لقد تبنّى مكينلي فكرة أن الذهب هو الاحتياطي الذي يشكل قاعدة للدولار، وأيد فكرة زيادة التعرفة، وفاز في الانتخابات الرئاسية عام 1896 مرشحاً عن الحزب الجمهوري ضد مرشح الحزب الديمقراطي وليام جيننغز بريان، كما فاز عليه في انتخابات عام 1900 للمرة الثانية.

## السياسة الخارجية

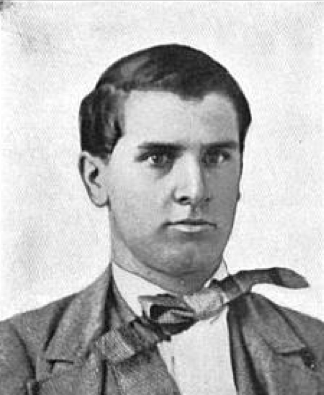
مكينلي في السن 15.

ما أن وصل الرئيس إلى مكتبه في البيت الأبيض، حتى التفت إلى الشؤون الخارجية. جرت في عهده الحرب الأمريكية الإسبانية، ويعتبر المؤرخون أن الولايات المتحدة قد دخلت المعترك الدولي كقوة عالمية ابتداءً من تلك الحرب ضد إسبانيا. ونتيجة تلك الحرب، طالب الرئيس مكينلي بجزر الفليبين لتكون خاضعة للولايات المتحدة، ثم ضم جزر هاواي بعد ذلك، ثم جعل كوبا محمية أمريكية.
أما مع الصين، فقد اتبع سياسة الباب المفتوح فرفع من هيبة وقوة الولايات المتحدة، ولذلك تمكن من إعادة انتخابه رئيساً لفترة رئاسية ثانية.

## مهنة القانون والزواج
بعد انتهاء الحرب في عام 1865، قرر ماكينلي بدء مسيرة مهنية في القانون وبدأ الدراسة في مكتب محاماة في بولاند (أوهايو). في العام التالي، واصل دراسته من خلال التحاقه بكلية ألباني للحقوق في نيويورك. بعد الدراسة هناك لمدة تقل عن عام واحد، عاد ماكينلي إلى وطنه، وسُمِح له بممارسة القانون في وارن (أوهايو) في مارس 1867. في نفس العام، انتقل إلى كانتون، مقر المقاطعة لمقاطعة ستارك، وأنشأ مكتبًا صغيرًا. سرعان ما شكل شراكة مع جورج دبليو. بيلدن، وهو محام متمرس وقاض سابق. كانت ممارسته ناجحة بما يكفي لتمكينه من شراء مجموعة من البنايات في الشارع الرئيسي في كانتون، والتي زودته بدخل صغير ولكن ثابت من إيرادات الإيجار لعقود قادمة. عندما رُشِّح صديقه في الجيش، رذرفورد بي. هايز، لمنصب المحافظ في عام 1867، ألقى ماكينلي خطابات نيابة عنه في مقاطعة ستارك، وكان ذلك بمثابة أول انطلاقة له في السياسة. انقسمت المقاطعة بين الديمقراطيين والجمهوريين، لكن هايز سيطر على الوضع ذلك العام بفوزه على نطاق الولاية. في عام 1869، ترشّح ماكينلي لمنصب المدعي العام لمقاطعة ستارك، وهو منصب عادةً ما كان يشغله الديموقراطيون حينها، وانتُخب بشكل غير متوقع. عندما خاض ماكينلي الانتخابات في عام 1871، رشح الديمقراطيون ويليام أ. لينش، وهو محام محلي بارز، وهُزِم ماكينلي بفارق 143 صوتًا.
مع تقدم ماكينلي المهني، ازدهرت أيضًا حياته الاجتماعية، حيث تودد إلى إيدا ساكستون، ابنة عائلة بارزة في كانتون. تزوجا في 25 يناير 1871، في كنيسة كانتون المشيخية الأولى المبنية حديثًا وقتها، على الرغم من أن إيدا سرعان ما انضمت إلى كنيسة زوجها الميثودية. ولدت طفلتهما الأولى، كاثرين، في يوم عيد الميلاد عام 1871. أما الثانية، إيدا، فتبعتها في عام 1873، لكنها توفيت في نفس العام. غاصت زوجة ماكينلي في اكتئاب عميق عند وفاة طفلتها، وصحتها التي لم تكن جيدة أبدًا ازدادت سوءًا. بعد ذلك بعامين، في عام 1875، توفيت كاثرين إثر حمى التيفوئيد. لم تتعافى إيدا من وفاة بناتها أبدًا، ولم يكن للزوجان المزيد من الأطفال. أصيبت إيدا ماكينلي بالصرع في نفس الوقت تقريبًا، وعقب ذلك لم يعجبها ترك زوجها لجانبها. بقي ويليام مخلصًا، واستمر في توفير احتياجات زوجته الطبية والعاطفية بقية حياته.
أصرت إيدا ماكينلي على أن يواصل ويليام مسيرته الناجحة بشكل متزايد في القانون والسياسة. حضر المؤتمر الجمهوري للولاية الذي رشح هايز لولاية ثالثة كمحافظ في عام 1875، وقام بحملة انتخابية مرة أخرى من أجل صديقه القديم في انتخابات خريف ذلك العام. في العام التالي، تولى ماكينلي قضية رفيعة المستوى مدافعًا عن مجموعة من عمال مناجم الفحم المضربين الذين قُبِضَ عليهم بتهمة الشغب بعد اشتباك مع مفسدي الإضراب. كان لينش، خصم ماكينلي في انتخابات عام 1871، وشريكه ويليام آر دي، هما المحاميين المعارضين، وكان من بين مالكي المناجم مارك حنا، رجل أعمال بكليفلاند. تكفل ماكينلي بالقضية بلا مقابل، ونجح في تبرئة جميع عمال المناجم باستثناء واحد. رفعت القضية من مكانة ماكينلي وعُرف بأنه يدعم العمال، وهو جزء جوهري من القاعدة الانتخابية في مقاطعة ستارك، كما أنها قدمته إلى حنا، الذي أصبح أقوى داعم له في السنوات القادمة.
أصبحت سمعة ماكينلي الجيدة مع العمال مفيدة في ذلك العام، إذ قام بحملة للترشيح الجمهوري لمنطقة الكونغرس السابعة عشر في أوهايو. اعتقد أعضاء الوفود في مؤتمرات المقاطعة أن بإمكانه جذب الناخبين ذوي الياقات الزرقاء، وفي أغسطس 1876، رُشِّح ماكينلي. بحلول ذلك الوقت، رُشِّح هايز أيضًا لمنصب الرئيس، وقام ماكينلي بحملته الانتخابية أثناء إدارة حملته الانتخابية الخاصة بالكونغرس. كانت الحملتان ناجحتين. هزم ماكينلي في حملته الانتخابية المرشح الديمقراطي ليفي لامبورن بفارق 3300 صوت، داعمًا التعريفات الحمائية في حملته في المقام الأول، وفاز هايز أيضًا في انتخابات متنازع عليها بشدة للوصول إلى الرئاسة. جاء فوز ماكينلي بتكلفة شخصية: دخله كنائب في الكونغرس كان نصف ما كان يكسبه كمحام.

## اغتياله

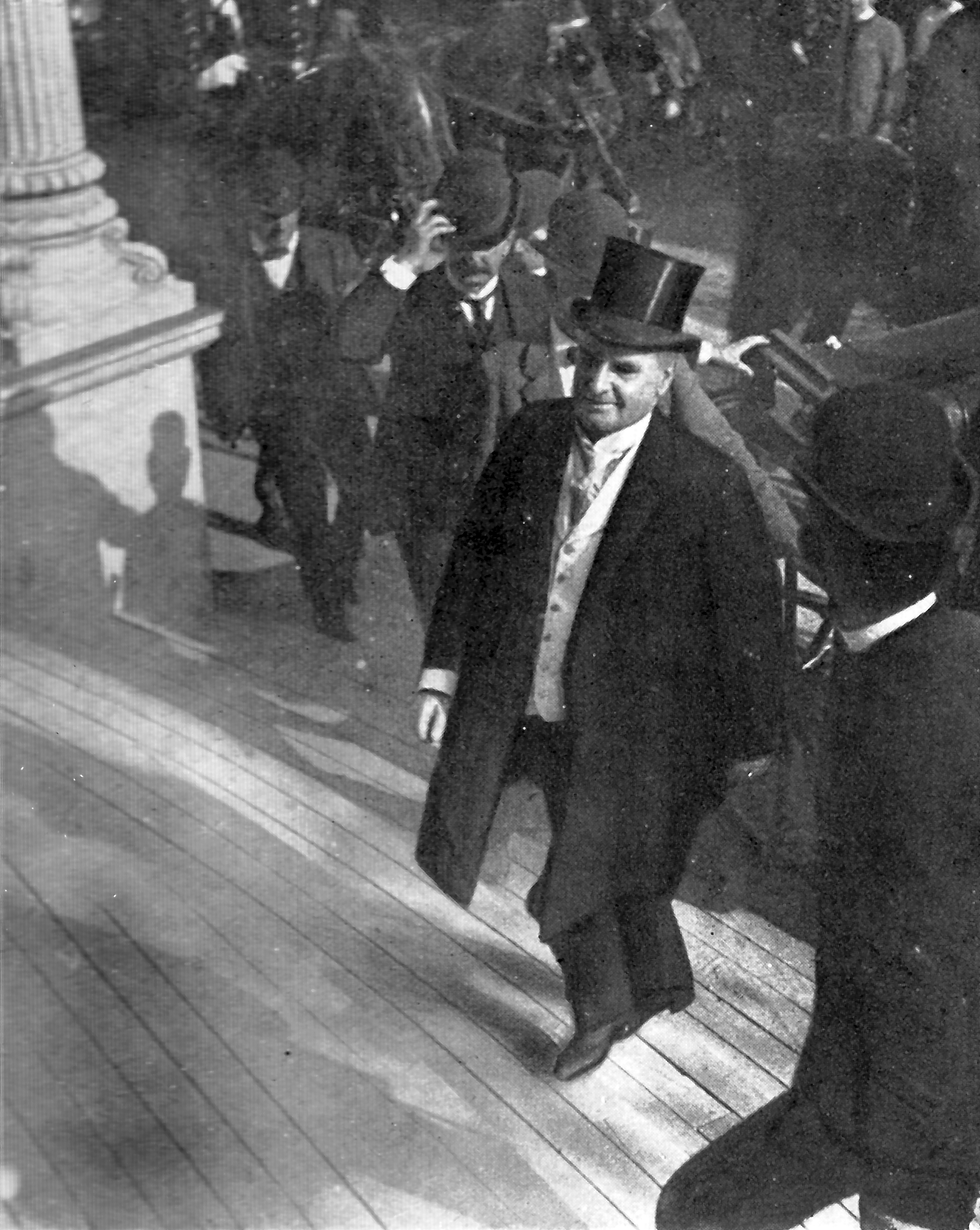
الرئيس مكينلي خلال زيارته إلى معهد الموسيقى في 6 سبتمبر سنة 1901م.

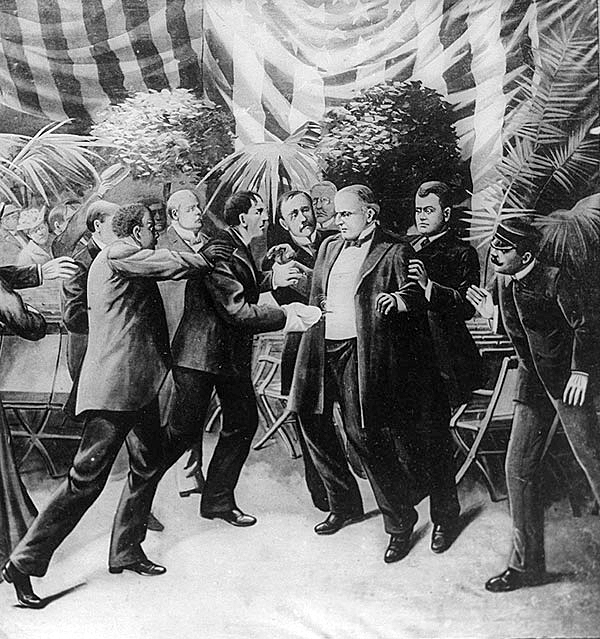
اللاسلطوي ليون يطلق النار على الرئيس مكينلي وجهاً لوجه، وهو يغطي المسدس بمنديل أبيض.

زار الرئيس معهد موسيقى، وألقى خطاباً في الهواء الطلق، ثم ولج إلى القاعة، كان برنامج الرئيس زيارة كليفلاند.
سمح الناس بالدخول إلى القاعة، واندس ليون بين الداخلين.
كان الرئيس مكينلي قد استمع إلى تحذيرات عديدة من مساعديه الذين توقعوا حدوث الاغتيال.
توسّل مساعد الرئيس ألغاء حفل الاستقبال، والاكتفاء بإلقاء كلمة.. ولكن الرئيس قال:
[ولماذا أكون أنا الهدف التالي؟ لماذا أنا بالذات؟ لا أظن أن أحداً يريد إيذائي.. الكل يحبونني].
ومع وجود 50 من رجال الشرطة والحراسة والأمن وقع حادث الاغتيال.
تقدم ليون من الرئيس، وكان مدير المعرض جون مليبورن بجانب الرئيس، فوضع يده على كتف أحد الحراس ومد يده ليصافح الرئيس، ولكن ليون أزاح المنديل عن يده وكشف عن المسدس وأطلق النار مرتين، فأصاب الرئيس في صدره وبطنه مباشرة. انقض ثمانية من الحراس على ليون، واسقطوه أرضاً.
ساد الذعر في المكان، وأخلى الحراس القاعة، بينما قاد رجال الأمن السري ليون إلى مقر إدارة الشرطة في المدينة. نقل الرئيس إلى المشفى، وتبين أن الجرح في صدر الرئيس سطحي، أما الرصاصة التي أصابت المعدة بشكل سيئ، لم يعثر على الطلقة، وظن الطبيب أنها اخترقت المعدة واستقرت في ظهر الرئيس. أغلق الأطباء الجرح ونقل الرئيس إلى منزل مدير المعرض، وبدأت حالته تتحسن، وعبر عن شعوره بالجوع والعطش، وطلب سيجاراً ورفض الطبيب طلبه ... وعلى مدى ثلاثة أيام، بدأ أن الرئيس يتعافى..
لم تدم الأحوال الطبية، وبدأ أن الرئيس يفارق الحياة، وطلب رؤية زوجته التي كانت تعاني من سوء الصحة، وأمضى الزوجان بعض الوقت سوية.
حدث نوع من الغانغارين الذي أدى إلى التسمم ثم حدوث الموت. بسبب عدم انتزاع الطلقة من جسم الرئيس.

## محاكمة قاتل الرئيس

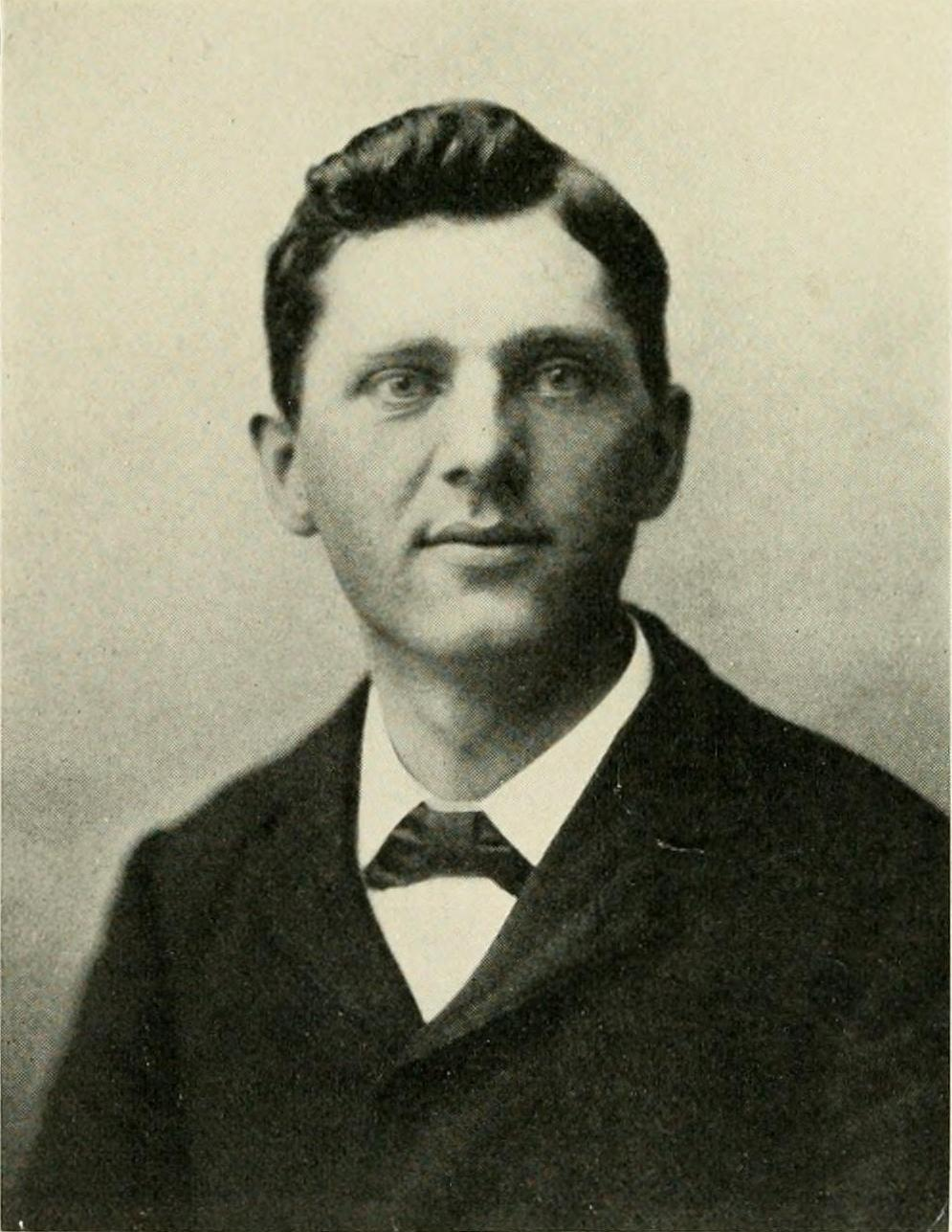
قاتل الرئيس مكينلي الفوضوي ليون كولغوش.

حوكم ليون، واعتبر مذنباً، وصدر الحكم بإعدامه، ونفذ يوم الثاني من شهر أكتوبر على الكرسي الكهربائي.

## العواقب المباشرة لإغتيال الرئيس مكينلي

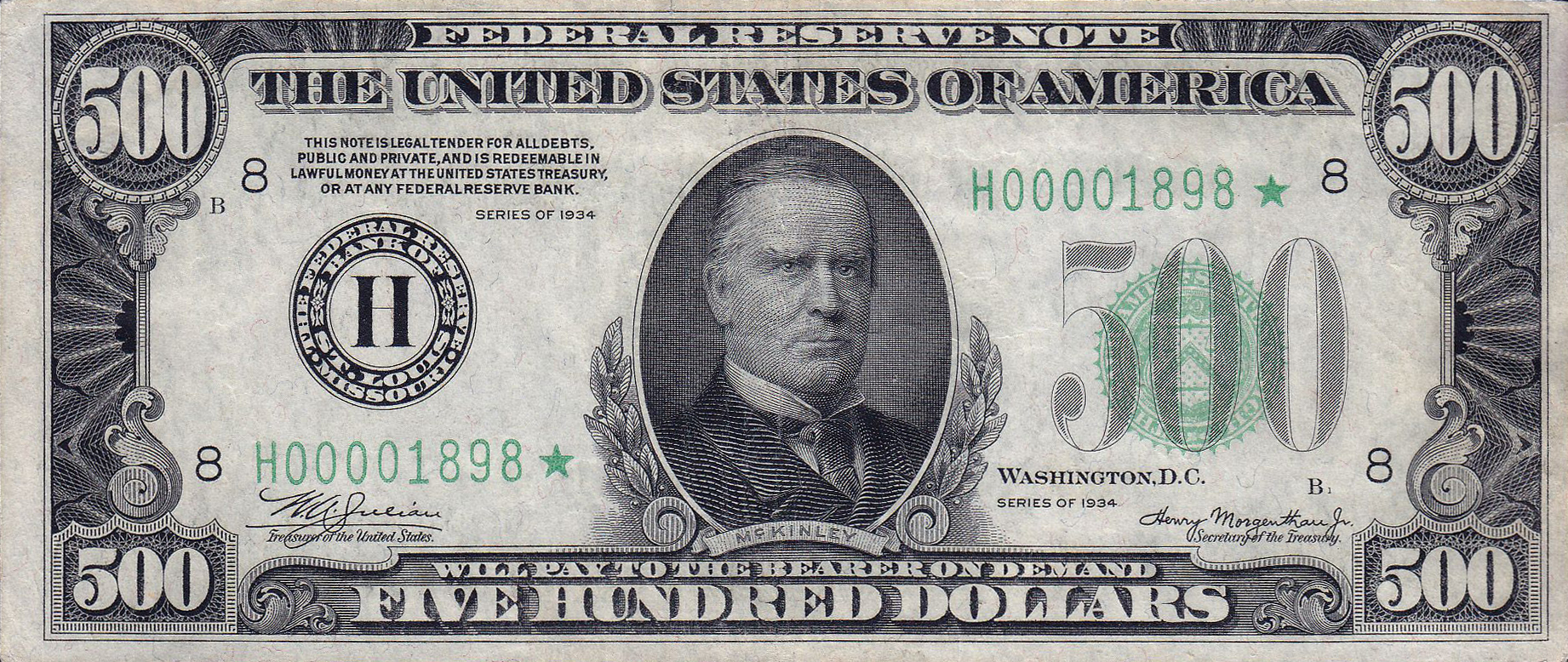
صورة الرئيس مكينلي على عملة الدولار من فئة الخمسمائة.

صار تيودور روزفلت - المتعاطف مع حركة استقلال كوبا المنادية بالاستقلال الوطني - رئيساً للولايات المتحدة، وغيّر السياسات المحافظة التي كان الرئيس مكينلي يعمل بها وفتح النوافذ أمام رئاسة مشرقة دون أطماع خارجية.

## معرض صور

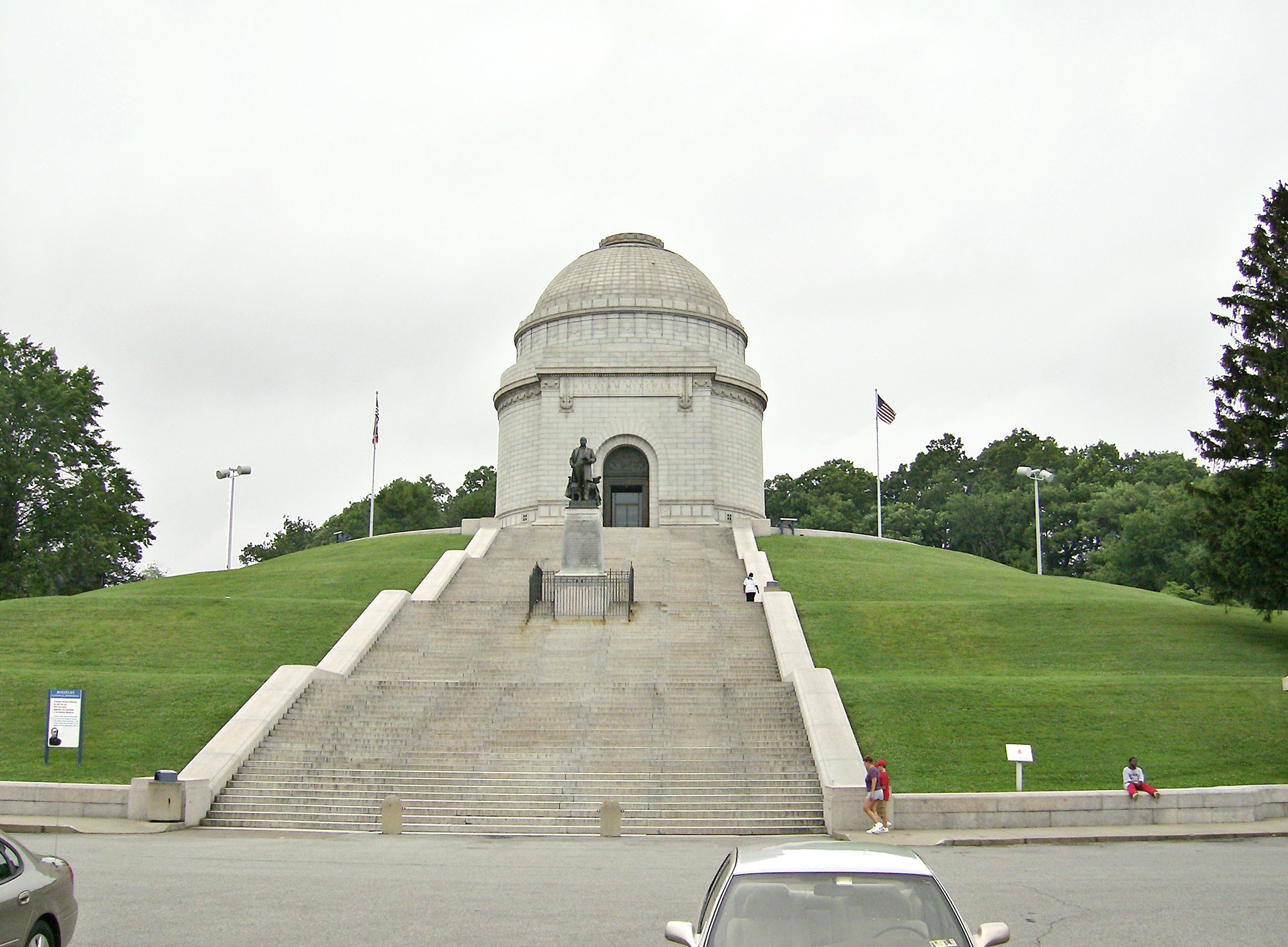
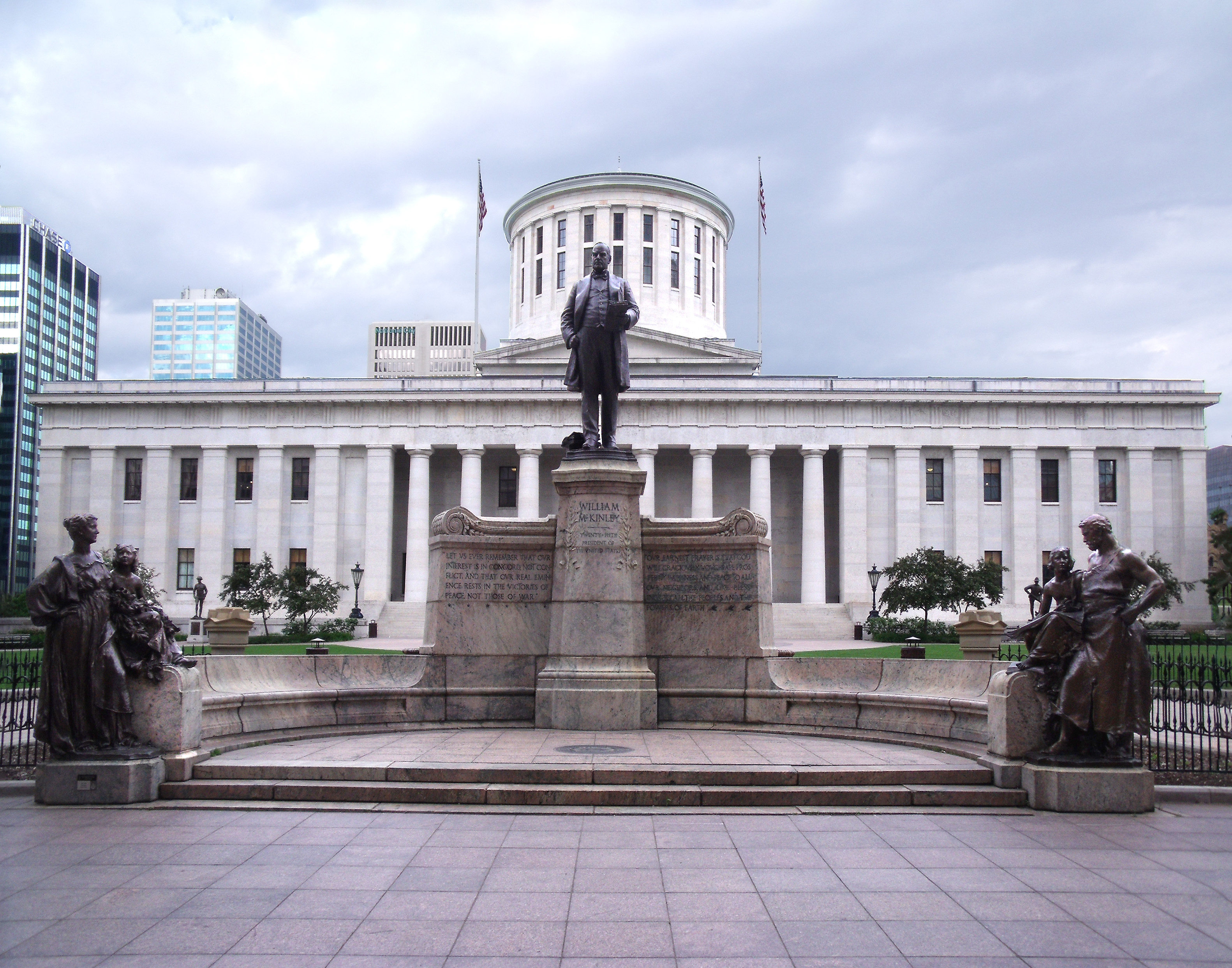
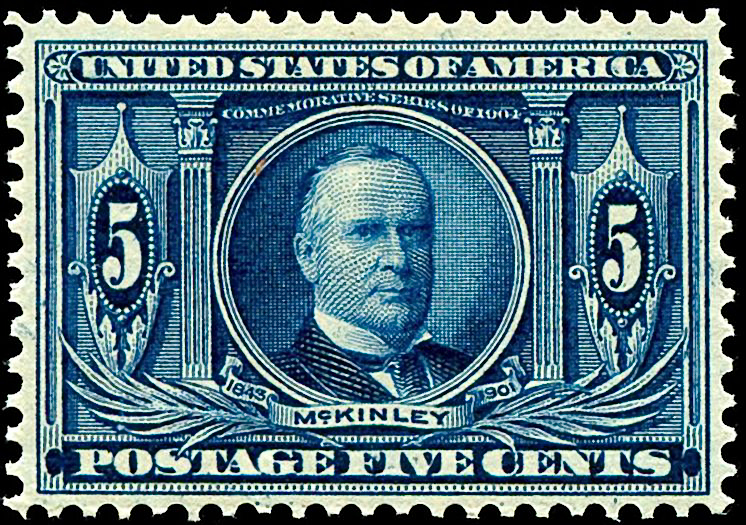
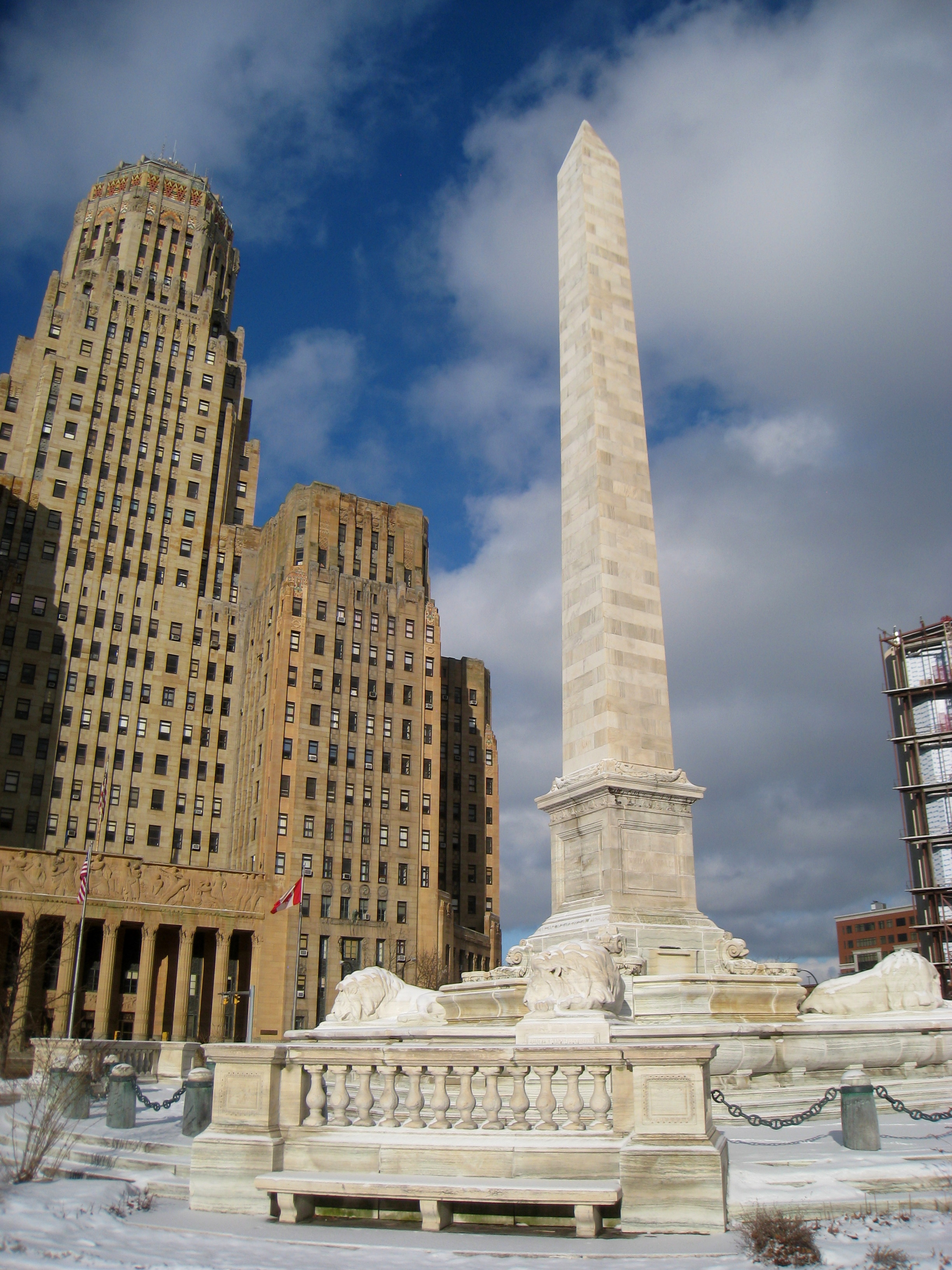

## وصلات خارجية
- ويليام ماكينلي على موقع IMDb (الإنجليزية)
- ويليام ماكينلي على موقع الموسوعة البريطانية (الإنجليزية)
- ويليام ماكينلي على موقع إن إن دي بي (الإنجليزية)
- ويليام ماكينلي على موقع ديسكوغز (الإنجليزية)
- ويليام ماكينلي على موقع قاعدة بيانات الفيلم (الإنجليزية)
- William McKinley Presidential Library and Museum
- White House biography